# Sarfo Gyamfi
Sarfo Gyamfi (ur. 17 lipca 1967) – ghański piłkarz grający na pozycji pomocnika. W swojej karierze rozegrał 9 meczów i strzelił 1 gola w reprezentacji Ghany.

## Kariera klubowa
Swoją karierę piłkarską Gyamfi rozpoczął w klubie Asante Kotoko SC, w którym w zadebiutował w 1985 roku. W sezonach 1986, 1987, 1988/1989 i 1989/1990 wywalczył z nim cztery mistrzostwa Ghany z rzędu. W sezonie 1989/1990 zdobył też Puchar Ghany.
W 1991 roku Gyamfi przeszedł do austriackiego FC Tirol Innsbruck. Swój debiut w nim zaliczył 22 marca 1991 w zremisowanym 1:1 wyjazdowym meczu z SK Vorwärts Steyr. W Tirolu grał do 1992. Latem 1992 przeszedł do VfB Lipsk, z którym wywalczył awans z drugiej do pierwszej ligi niemieckiej. W sezonie 1993/1994 grał w trzecioligowym Hallescher FC.

## Kariera reprezentacyjna
W reprezentacji Ghany Gyamfi zadebiutował 8 lutego 1987 roku w wygranym 1:0 meczu finałowym Pucharu Narodów CSSA 1987 z Liberią, rozegranym w Monrovii i w debiucie strzelił bramkę. W 1992 roku został powołany do kadry na Puchar Narodów Afryki 1992. Na tym turnieju rozegrał cztery mecze: grupowy z Zambią (1:0), ćwierćfinałowy z Kongiem (2:1), półfinałowy z Nigerią (2:1) i finałowy z Wybrzeżem Kości Słoniowej (0:0, k. 10:11). Z Ghaną wywalczył wicemistrzostwo Afryki. Od 1987 do 1992 rozegrał w kadrze narodowej 9 meczów i strzelił 1 gola.